# Pontevedra (comarque)
La comarque de Pontevedra dans la province de Pontevedra en Galice (Espagne) est composée des huit communes suivantes : 
Pontevedra, Poio, Barro, Campo Lameiro, Cotobade, A Lama, Ponte Caldelas, Vilaboa. Le chef lieu de la comarque est Pontevedra. 

Localisation de la comarque de Pontevedra.